# Camp Douglas
Camp Douglas és una població dels Estats Units a l'estat de Wisconsin. Segons el cens del 2000 tenia 592 habitants.

## Demografia
Segons el cens del 2000, Camp Douglas tenia 592 habitants, 242 habitatges, i 154 famílies. La densitat de població era de 240,6 habitants per km².
Dels 242 habitatges en un 35,1% hi vivien nens de menys de 18 anys, en un 49,2% hi vivien parelles casades, en un 11,2% dones solteres, i en un 36% no eren unitats familiars. En el 30,2% dels habitatges hi vivien persones soles el 16,1% de les quals corresponia a persones de 65 anys o més que vivien soles. El nombre mitjà de persones vivint en cada habitatge era de 2,45 i el nombre mitjà de persones que vivien en cada família era de 3,08.
Per edats la població es repartia de la següent manera: un 29,6% tenia menys de 18 anys, un 5,9% entre 18 i 24, un 30,4% entre 25 i 44, un 19,4% de 45 a 60 i un 14,7% 65 anys o més.
L'edat mediana era de 34 anys. Per cada 100 dones de 18 o més anys hi havia 94,9 homes.
La renda mediana per habitatge era de 39.583 $ i la renda mediana per família de 44.038 $. Els homes tenien una renda mediana de 31.324 $ mentre que les dones 21.607 $. La renda per capita de la població era de 17.919 $. Aproximadament el 2,6% de les famílies i el 2,8% de la població estaven per davall del llindar de pobresa.

## Poblacions més properes
El següent diagrama mostra les poblacions més properes.